# Языки Уганды

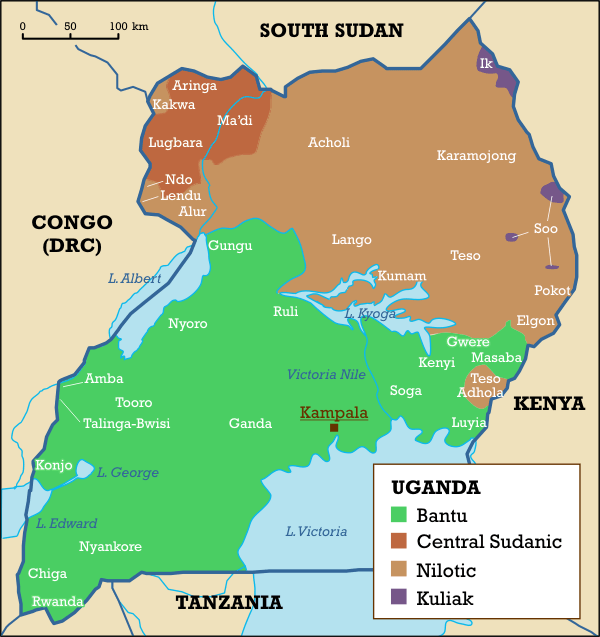
Этнолингвистическая карта Уганды

Уганда — многоязычная страна (41 язык). Сорок её живых языков можно разделить на три главные языковые семьи: банту, нилотскую и центральносуданскую с двумя другими в кульякской семье. Английский язык, унаследованный от колониального периода, и суахили, который имеет региональное значение, являются официальными языками. Существует также угандийский жестовый язык.
На всех банту-говорящих территориях очень распространён диалектный континуум. К примеру, люди вокруг города Мбарара округа Анколе говорят на ньянколе и люди из Форт-Портал округа Торо говорят на тооро, но на территории между этими городами каждый найдёт деревню, где большинство людей говорят на диалекте, который лучше всего характеризуется как промежуточный между ньянколе и тооро. В знак признания существует близость между 4 этими языками (кига, ньоро, ньянколе, тооро), а для того, чтобы облегчить в них работу, такую как обучение, стандартная версия под названием «руньякитара» была создана примерно в 1990 году.
В Центральной и Южной Уганде языки банту луганда и сога имеют в значительной степени взаимопонятность.
Из нило-сахарских, восточносуданская ветвь широко представлена разными нилотскими языками, восточными и западными. Восточнонилотские языки включают в себя язык карамоджонг в Восточной Уганде (370 000), языки бари на крайнем северо-западном краю (около 150.000), тесо южнее озера Кьога (999 357), алурский диалект (459 000), ачоли, ланго, адхола, кумам на востоке Уганды — западнонилотские языки луо (взаимопонятность языков ачоли и ланго, а иногда термин «луо» используется для их распространения). Некоторые южнонилотско-календжинские языки распространены вдоль границы с Кенией, включая язык покот и элгонские языки около языка купсабины. Восточноугандийские кульякские языки ик и соо также являются членами восточносуданской ветви. Языки аринга, лугбара, мади и ндо на северо-западе Уганды — языки центральносуданской ветви нило-сахарской семьи.